# Jovan Sterija Popović
Pour les articles homonymes, voir Popović.
Jovan Sterija Popović (en serbe cyrillique : Јован Стерија Поповић ; né le 1 (calendrier julien) / 13 janvier 1806 (calendrier grégorien) à Vršac - mort le 10 (calendrier julien) / 26 mars 1856 (calendrier grégorien)  à Vršac) est l'un des dramaturges les plus célèbres des Balkans du XIXe siècle. Il était dramaturge et pédagogue. Il est considéré par beaucoup comme le « père du drame serbe »[réf. nécessaire].

## Drames
- Kir Janja
- Pokondirena tikva
- Rodoljupci (Patriotes)
- Zapiske (Écritures)